# Turkse presidentsverkiezingen 2023
De Turkse presidentsverkiezingen van 2023 vonden plaats op 14 mei 2023.
De verkiezingen waren oorspronkelijk gepland voor 18 juni 2023, maar van die datum werd afgezien vanwege de landelijke examens in die periode, de hadj en de vakantieperiode. In een toespraak verwees president Recep Tayyip Erdoğan naar de datum 14 mei als verwijzing naar de verkiezingen op die datum in 1950, de eerste vrije verkiezingen in Turkije.
De zittende president Erdoğan verklaarde zich al op 9 juni 2022 kandidaat te stellen voor de Volksalliantie (Turks: Cumhur İttifakı). Op 6 maart verklaarde oppositieleider Kemal Kılıçdaroğlu zich kandidaat te stellen namens de Natie-alliantie (Turks: Millet İttifakı). Op 11 maart 2023 werd bekend dat Sinan Oğan kandidaat zou worden namens de ATA Alliantie.
Op 11 mei maakte Muharrem İnce bekend zich terug te trekken als presidentskandidaat.
In de eerste ronde wisten geen van de kandidaten de benodigde 50% te halen, waarna een herverkiezing werd uitgeroepen voor 28 mei. In Nederland konden Turkse staatsburgers stemmen van 20 mei tot en met 24 mei.
Erdogan heeft de verkiezingen gewonnen in de tweede ronde.

## Kiessysteem
De president van Turkije wordt rechtstreeks gekozen in twee verkiezingsrondes, waarbij een kandidaat ten minste 50% + 1 van de stemmen moet behalen om te worden gekozen. Als geen enkele kandidaat een meerderheid behaalt, wordt er een tweede verkiezingsronde gehouden tussen de twee kandidaten met de meeste stemmen in de eerste ronde, waarvan de winnaar vervolgens president wordt.

## Kandidaten
| Kandidaat                      | Functie                            | Partij                                       | Alliantie                                                              | Gesteund door |
| ------------------------------ | ---------------------------------- | -------------------------------------------- | ---------------------------------------------------------------------- | --- |
| Recep Tayyip Erdoğan           | President van Turkije (2014-heden) | Partij voor Rechtvaardigheid en Ontwikkeling | Volksalliantie                                                         | - Partij van de Nationalistische Beweging - Grote Eenheidspartij - Vrije Oorzaakpartij - Moederlandpartij - Nieuwe Welzijn-partij - Democratisch Links-partij - Alliantie van Turkije Partij (na eerste ronde) |
| Kemal Kılıçdaroğlu             | Oppositieleider                    | Republikeinse Volkspartij                    | Natie-alliantie en andere ondersteunende partijen                      | - İYİ Parti - Saadet Partisi - DEVA (Democracy &Progress) - Toekomstpartij - Democratische Partij - Liberaal-democratische Partij - Turkse Arbeiderspartij - Türkiye Komünist Partisi - Volksbevrijdingspartij - Onafhankelijk Turkije-partij - Nationaal Pad-partij - Halkların Demokratik Partisi - Partij voor Verandering - Linkspartij - Volksbevrijdingspartij - Milliyetçi Türkiye Partisi - Women's Party (Turkije) - Groene Partij - Teknoloji Kalkınma Partisi - Partij voor Verandering in Turkije - Overwinningspartij (na eerste ronde) - Adalet Partisi (na eerste ronde) |
| Sinan Oğan                     | Oud-parlementariër MHP             | Onafhankelijk                                | Vooroudersalliantie (ontbonden na eerste ronde presidentsverkiezingen) | - Overwinningspartij - Adalet Partisi - Ülkem Partisi - Alliantie van Turkije-partij |
| Muharrem İnce (teruggetrokken) | Leider Memleket Partisi            | Thuislandpartij                              | Geen                                                                   | Geen |

Parlement: 1946 · 1950 · 1954 · 1957 · 1961 · 1965 · 1969 · 1973 · 1977 · 1983 · 1987 · 1991 · 1995 · 1999 · 2002 · 2007 · 2011 · 2015 (jun) · 2015 (nov) · 2018 · 2023

President: 1923 · 1927 · 1931 · 1935 · 1938 · 1939 · 1943 · 1946 · 1950 · 1954 · 1957 · 1961 · 1966 · 1973 · 1982 · 1989 · 1993 · 2000 · 2007 · 2014 · 2018 · 2023

Lokaal: 1930 · 1946 · 1950 · 1955 · 1963 · 1968 · 1973 · 1977 · 1984 · 1989 · 1994 · 1999 · 2004 · 2009 · 2014 · 2019 · 2024

Referendum: 1961 · 1982 · 1987 · 1988 · 2007 · 2010 · 2017